# Txaadàievo
Txaadàievo (en rus: Чаадаево) és un poble de l'óblast de Vladímir, a Rússia, segons el cens del 2010 tenia 972 habitants. Pertany al districte municipal de Múrom.